# كريستيشت
كريستيشت هي قرية تقع في إقليم ياش في رومانيا وبلغ عدد سكانها 4,329 نسمة في عام 2004م.